# Woodsia elongata
Woodsia elongata là một loài thực vật có mạch trong họ Woodsiaceae. Loài này được Hook. miêu tả khoa học đầu tiên năm 1844.